# Claudia Parsons
Claudia Sydney Maia Parsons (15 de agosto de 1900 - 5 de junio de 1998) fue una ingeniera, escritora y viajera británica. Fue una de las tres primeras mujeres en graduarse como ingeniera en Inglaterra, también escribió varios libros y fue la primera mujer en dar la vuelta al mundo en automóvil.

## Biografía
Parsons nació en la estación de montaña de Shimla, India británica, en 1900 en una familia angloindia. Su padre formaba parte del ejército indio y su madre provenía de una familia que había trabajado durante generaciones en la Compañía de las Indias Orientales. A la edad de dos años, Claudia y su hermana mayor Betty fueron llevadas a Gran Bretaña donde quedaron al cuidado de su abuela y de su tía en Guildford. Su madre regresó a la India y tuvo una tercera hija, Avis.
Parsons fue a la Tormead School, una escuela independiente para niñas en Surrey. Asistió al Guilford Technical Community College, donde hizo un curso sobre el motor de ciclo automático. Leyó sobre la formación de la Women's Engineering Society y fue con su madre a conocer a la secretaria de la organización, Caroline Haslett, quien les informó sobre la existencia de un curso en la Universidad de Loughborough. Durante la Primera Guerra Mundial, Loughborough había servido como fábrica de instrucción para el Ministerio de Municiones.
En 1919, Parsons se inscribió en un curso de ingeniería automotriz en la Universidad de Loughborough. Ella era una de las cuatro mujeres, "ingenieras", que estaban estudiando ingeniería entre trescientos estudiantes y se graduaron en 1922. Sus compañeras de estudios fueron Dorothea Travers (una de las primeras mujeres en ser elegidas para la Institution of Automobile Engineers), Patience Erskine y la ingeniera mecánica Verena Holmes. Después de graduarse, Parsons fue aceptada como "graduada a prueba" por la Institution of Automobile Engineers.

## Carrera profesional
Parsons se convirtió en chofer-acompañante y condujo a clientes por Europa, el Lejano Oriente, India y América. Entre otras personas, condujo a la heredera estadounidense Dolly Rodewald a través de bosques bosnios llenos de lobos aulladores en un modelo Ford A de 1930 en medio de una gran tormenta de nieve.
En 1938, Parsons compró un automóvil modelo Studebaker en Delhi, lo apodó Baker y condujo con el antropólogo estadounidense Kilton Stewart por Afganistán, Irak, Palestina y Túnez.
Es reconocida como la primera mujer en dar la vuelta al mundo en automóvil.
Parsons era miembro de la Women's Engineering Society y presentó varios artículos a la revista The Woman Engineer, incluyendo "What not to do when motoring abroad (Qué no hacer cuando se conduce un automóvil en el extranjero)".
Durante la Segunda Guerra Mundial, Parsons estudió para convertirse en empleada a cargo de municiones con Verena Holmes y, finalmente, trabajó como maquinista e inspectora de fábrica de municiones. Tras ser despedida de la fábrica de Freeman por defender a un empleado, Parsons trabajó para el Ministerio de Trabajo hasta 1949, tiempo durante el cual escribió un análisis del oficio de ingeniería para ser utilizado como curso de formación para oficiales de ingeniería.

## Publicaciones
Parsons escribió una novela semiautobiográfica, Brighter Bondage en 1935. La reseña de la Women's Engineering Society de Brighter Bondage dice: “muchas de las aventuras suenan tan verdaderas que uno se inclina a especular sobre qué partes son puramente imaginarias. Ciertamente, la mayor parte es menos improbable que muchas de las historias locas que hemos escuchado de ella ".
A lo anterior siguió una autobiografía, Vagabondage en 1941.
A esto le siguió China Mending and Restoration (1963) basada en su carrera posterior sobre restauración de porcelana. Su autobiografía final, Century Story, se publicó en 1995. Su primo, el diplomático Sir Anthony Parsons, escribió la introducción.
Parsons nunca se casó, y cuando le preguntaron por qué respondió que los hombres "muy a menudo me amenazaban con impedirme hacer lo que quería hacer".

## Reconocimientos

### Conferencia "Claudia Parsons"
La Universidad de Loughborough celebra anualmente una conferencia en su honor desde 2014.
2014 - Maggie Aderin-Pocock
2015: Kate Bellingham
2016 - Helen Czerski
2017 - Emily Grossman
2018 - Jess Wade
2019 - Suzanne Imber

### Residencia de estudiantes
La Universidad de Loughborough dio el nombre de ella a una nueva residencia de estudiantes, que se abrió en septiembre de 2019.